# Dendrobium jacobsonii
Dendrobium jacobsonii är en orkidéart som beskrevs av Johannes Jacobus Smith. Dendrobium jacobsonii ingår i släktet Dendrobium, och familjen orkidéer. Inga underarter finns listade i Catalogue of Life.